# 李穆 (申国公)
李穆（510年—586年9月18日），字显庆，原州平高县（今宁夏回族自治区固原市原州区）人，自称陇西郡成纪县（今甘肃省秦安县）人，北魏、西魏、北周、隋朝官员。

## 生平
李穆的祖父李斌以都督的身份镇守原州，于是在当地安家。父亲李文保早逝，等到李穆显贵后获赠司空。李穆年轻时风度俊雅精神昂扬，洒脱不受约束有奇特的节操。永安三年（530年），宇文泰入关后，李穆就在他身边任职，深受宇文泰信任厚待。李穆也小心谨慎恭肃，不曾懈怠。宇文泰嘉奖他，委任李穆以心腹的重任，李穆可以出入宇文泰的卧室，当时没有人能与他相比。永熙三年（534年），侯莫陈悦杀害贺拔岳，宇文泰从夏州拯救危难，而侯莫陈悦的同党史归占据原州，还替侯莫陈悦防守。宇文泰命令侯莫陈崇率领轻骑兵袭击史归，李穆先在城中，与哥哥李贤、李远等人占据城门接应侯莫陈崇，活捉了史归，李穆因功出任都督。李穆又跟随宇文泰迎接魏孝武帝西迁，封永平县子，食邑三百户。李穆又统领乡兵，俘虏窦泰，收复弘农，李穆都有战功，进爵为伯。大统三年（537年），沙苑之战的时候，李穆对宇文泰说:“高欢今日已恐惧到极点，请赶紧追他，那么高欢可以活捉。”宇文泰没有听从。评定前后功勋，李穆进爵为公。
大统四年（538年），河桥之战的时候，宇文泰的坐骑中流箭惊慌慌逃走，宇文泰跌落在地，西魏军中大乱，敌人追了上来，宇文泰身边的人都奔走逃散。李穆突围奔向宇文泰，用马鞭抽打宇文泰，接着大声责骂说:“溃兵败卒，你们的主人在哪里？你却一个人停留在这里！”李穆又把别的马送给宇文泰，冲破围困一起脱险。敌人看到李穆对宇文泰如此轻慢欺侮，以为宇文泰不是显贵的人，就不在意没有追赶，宇文泰才得以幸免于难。当天不是李穆，宇文泰已经没救了。事后宇文泰和李穆相对流泪，宇文泰对部下说：“成就我大事的人，就该是这个人吧。”从此宇文泰对李穆的恩赐礼遇更加优厚。李穆升任武卫将军，加大都督、车骑大将军、仪同三司，进爵安武郡公，增加食邑总计一千七百户。李穆前后获得的赏赐之物，无法计算。过了很久，宇文泰赞美李穆的志向气节，就感叹说:“人所珍贵的东西，只是自身的性命罢了，李穆能以自身性命为轻，救我于危难之中。即使再把爵位加给他，把玉帛赏给他，也不足以报答。”于是宇文泰特地赏赐李穆铁券，宽恕他十次死罪，李穆又升任骠骑大将军、开府仪同三司、侍中。邙山战败的时候，李穆送给宇文泰青白色的马，宇文泰就把马舍中青白色的马全部赏赐给李穆，又赐封李穆世子李惇为安乐郡公，赐封李穆的一个姐姐为郡君，其余姐妹都封为县君，兄弟子侄及缌麻丧服以上亲属和舅氏，都分得丰厚的赏赐，李穆受嘉奖推崇到如此地步。
大统八年（542年），李穆跟随宇文泰解除了玉壁城的围困，出任安定国中尉。不久李穆外任同州刺史，又回朝出任太仆卿。魏恭帝元年（554年），李穆跟随于谨平定江陵，因功另封一个儿子为长城县侯，食邑一千户。不久李穆进位大将军，赐姓㩉拔氏。李穆又进攻曲沔蛮，将他们击败，出任原州刺史，朝廷又以李贤的儿子出任平高郡太守，李远的儿子出任平高县县令，一起加赏鼓吹乐队，又以李穆的嫡子李惇为仪同三司。李穆因为两个哥哥李贤、李远都是辅佐朝廷的重臣，子弟们有许多位居显要，对于盈满非常恐惧，又认为叔侄一家三人都在家乡担任地方官，恩泽礼遇过于优厚，坚决推辞不肯担任，宇文泰不准许。李穆后来转任雍州刺史，回朝出任小冢宰。周孝闵帝登基，李穆增加食邑总计三千七百户，又另封一个儿子为县伯。李穆请求将县伯的爵位转封李贤的儿子李孝轨，周孝闵帝答应了。
周孝闵帝元年（557年）九月，李远的儿子李植谋划杀死晋公宇文护，李植被诛杀，李穆应连带受罚。早前的时候，李穆看李植不是保家之人，多次劝说李远早做处置，李远不能采用李穆的意见。李远被处死的时候，哭泣着对李穆说：“显庆，我没有听从你的意见，以至有了今天，这可怎么办！”李穆因此得以免死，被除名贬官为平民，他的子弟们也都被罢免官职。当时李植的弟弟李基任淅州刺史，照例应该因为亲人犯罪而受牵连处决。李穆多次拜访宇文护，请求用自己的儿子李惇、李怡等人代替李基死，言辞悲哀，听者无不为之动容。宇文护赞赏李穆的仁义，怜悯他，把双方都释放了。
周明帝即位后，李穆出任骠骑大将军、开府仪同三司、大都督、直州刺史，恢复安武郡公的爵位。武成年间，李穆子侄被免官夺爵的全部恢复官爵。武成二年（560年），李穆出任少保。保定二年（562年），李穆进位大将军。保定三年（563年），李穆跟从随国公杨忠东征，回朝后出任小司徒。保定四年五月癸酉（564年6月10日），李穆升任柱国，另封一个儿子为郡公，食邑二千户。保定五年二月丙寅（565年3月30日），李穆升任大司空，奉周武帝的旨意修筑通洛城。天和二年五月丁丑（567年5月30日），李穆进封申国公，食邑五千户，旧爵转授一个儿子。天和四年，北齐将军独孤永业进攻北周，有盗贼杀死孔城防主能奔达献城响应北齐，九月辛卯（569年9月30日），周武帝诏令齐国公宇文宪与李穆持节安抚北周东部边境，修筑武申、旦郛、慈涧、崇德、安民、交城、鹿卢等城镇，断绝北齐的运粮道路天和五年（570年）正月，齐后主诏令太傅斛律光率领步兵骑兵三万人前往讨伐周军。斛律光推进到宜阳，与宇文宪、李穆相持了一百多天。斛律光修筑统关、丰化二城，以打通宜阳的道路，周军被击败。建德元年三月癸亥（572年4月19日），李穆升任太保，不久出任原州总管。建德四年七月丁丑（575年8月16日），周武帝诏令东征北齐，命令李穆率领三万士兵守卫河阳道，后又命令李穆带兵三万另攻轵关及黄河以北的各县，都攻了下来。后来因为周武帝患病班师回朝，攻取的地方舍弃而不守。建德六年九月壬申（577年9月29日），李穆进位上柱国，同年十二月丁卯（578年1月22日），李穆又出任并州总管。当时东夏再次得到北周的统一，人心世情还很混乱，李穆以安静无为不施刑罚来安抚他们，百姓怀念他。大象元年（579年），李穆增加食邑总计九千户。大成元年正月癸巳（579年2月12日），李穆升任大左辅，并州总管如故。大象二年八月丙子（580年9月17日），李穆加太傅，仍然担任并州总管。
大象二年（580年），杨坚出任丞相，尉迟迥起兵反对杨坚，派遣使者拉拢李穆。李穆扣留尉迟迥的使者，把来信上交朝廷。李穆的儿子李荣认为李穆镇守的地方有国家精锐部队，暗中劝说李穆响应尉迟迥。李穆不听，说:“北周的德行已经衰落了，愚蠢和明智的人都知道。天时如此，我怎么能违背天意？”杨坚派内史大夫柳裘拜谒李穆，说明利害关系，又派李穆的儿子左侍上士李浑到并州向李穆转达他以诚相待之意。于是李穆派遣李浑送熨斗给杨坚，对他说：“希望您执掌威柄以安定天下。”李穆又送给杨坚镶有十三道玉环的金带，这是天子用的服饰，用以委婉地申明他的心意。杨坚非常高兴，于是又派遣李浑到行军元帅韦孝宽那里，告诉他李穆的态度。李穆哥哥的儿子李崇当时任怀州刺史，起初想响应尉迟迥；后来得知李穆支持杨坚，慨然叹息说：“我全家得到富贵者多达数十人，现在遇到了国家有难，竟不能匡扶危难，延续皇室，还有什么面目立于天地之间呢！”李崇不得已，也被迫依附了杨坚。当时尉迟迥的儿子尉迟谊担任朔州刺史，也被李穆逮捕送往京师。尉迟迥命令他所任命的行台韩长业攻克潞州，逮捕刺史赵威，任命城中居民郭子胜为刺史。李穆派兵讨伐，活捉了郭子胜。杨坚嘉奖李穆，以他的功劳成绩等同破邺城第一勋，加勋级三转，听任分授给他的两个儿子李荣、李才以及哥哥李贤的儿子李孝轨。李荣和李才都任仪同大将军，李孝轨升任开府仪同大将军，又另封李穆的儿子李雄为密国公，食邑三千户。李穆又秘密上表劝说杨坚改朝换代，隋文帝接受禅让后，诏令说：“您是德高望重的老臣，又是我的父辈，恭敬的获得您的指示，不违大义，定于本月十三日恭顺接受天命。”不久李穆来朝见，隋文帝走下台阶向他致礼，任命李穆为太师，特许李穆上朝时不称呼他的名字，实封成安县三千户。李穆的子孙即便在襁褓中的，也都官拜仪同，一家手持象笏的有一百多人，贵盛当时无人可比。李穆上表请求退休，隋文帝诏令说：“您既然是年老旧臣，身体不宜过度劳烦，现在可以确定有关部门不要求您参加朝廷集会，如果有大事需要商议，就派遣使者登门向您咨询。”
开皇六年八月戊申（586年9月18日），李穆去世，虚岁七十七。李穆遗嘱说：“我蒙受国家之恩，年龄和官职已经极高，现在迈步向着黄泉路上走，没有什么可遗憾的。只是没有陪天子去泰山封禅，之所以迟迟不忍辞世，大概就是这个缘故吧！”隋文帝诏令派黄门侍郎监护李穆的丧事，赐马四匹，粟麦二千斛，追赠使持节、冀定赵相瀛毛魏卫洛怀十州诸军事、冀州刺史，谥号明，又赐给石椁、前后仪仗队、殡仪车，朝廷百官送葬到城外。隋文帝又诏令太常卿牛弘宣读哀册文，用太牢祭祀，李穆的孙子李筠继承了爵位。

## 其他
李穆年少时与同乡人蔡祐身为平民同样有名。曾经相互说:“大丈夫应当建立功名，用以获取富贵，怎么能长久地处在贫贱之中呢！”说罢，两人各自大笑，后来都如他们所说的那样。
李穆、蔡祐当初与耿豪同时加授开府，但后来的职位都比耿豪高。耿豪心有不平，对宇文泰说：“我在外面听到人们的议论，说我胜过李穆、蔡祐。”宇文泰问：“为什么这样说？”耿豪答道：“人们说李穆、蔡祐，是丞相的胳膊，耿豪、王勇，是丞相的咽喉脖子。因为咽喉脖上长在上面，所以胜过李穆和蔡祐。”

## 民族和赐姓
武汉大学历史系教授姚薇元认为，虽然李穆的传中“自称”陇西成纪人，汉李陵之后。陵没匈奴，子孙代居北狄，其后随魏南迁，复归汧、陇，但姚薇元仍怀疑李穆本为高车泣付利氏（即叱李氏），入魏改李氏。周司空李贤即李穆之兄，李贤也是胡族。
武汉大学历史学院硕士研究生谭秋含指出，从墓志材料来看，李穆李贤兄弟之先祖建国㩉拔，并以之为姓，入魏后改姓李氏。史传记载李贤之弟李穆在西魏恭帝时被宇文泰赐姓“拓跋氏”，《周书·李穆传》诸版本原作“赐姓㩉跋氏”，后依《北史》将“㩉”改为“拓”; 过往研究也多认为“㩉拔”同“拓跋”，但实际上“㩉”与“拓”二字并不相通，出土文献中有许多“㩉”与“拓”字同时出现的情况。如《贺兰祥墓志》: “长女嫡拓拔氏，次女嫡达奚氏，次女嫡㩉拔氏，次女嫡乙弗氏，次女嫡拓拔氏。”《合方邑子百数十人造像记》中有“邑子始都督拓跋纂”和“邑子纂妻㩉拔女子”，一般来说，北朝造像记中的女性名字并不会冠夫姓，而是保留其本姓，那么㩉拔应当是“㩉拔女子”的本姓。已知拓跋氏内部有严格的通婚禁忌，则“拓跋”与“㩉拔”必然不能相通，两者应当是两个不同的姓氏，所以《周书》所做“㩉拔”是正确的。宇文泰赐予李穆李贤兄弟的胡姓应当就是其本姓㩉拔氏，只是在史传的书写中以“赐姓”的模式取代了复胡姓的史事。
《合方邑子百数十人造像记》刻于北周武成二年（560年），原立于同州延寿郡下邽县，现藏陕西省博物馆。造像记中留有一百五十余人题名，其中有邑子㩉拔鸯干、都化主都督范县伯㩉拔怡、邑子㩉拔俱罗、邑子㩉拔平洛、斋主㩉拔祭、东面邑主都督㩉拔庆、斋主㩉拔僧、邑子㩉拔女子。武汉大学历史学院硕士研究生谭秋含怀疑此次造像活动的参与者大部分来自驻扎在下邽周边的兵团。造像记中多次出现的㩉拔氏在西魏以前从未出现在文献之中。北周初年此姓突然大量出现在关中地，与宇文泰推行的赐姓政策存在着莫大联系。谭秋含认为，李穆曾在西魏末短暂出任过同州刺史，与碑刻所在的同州下邽县相隔不远。且李穆出任期间，升任大将军、仪同，具有开府特权，符合统军的条件。㩉拔本就是稀见姓氏，武成二年关中地区出现的众多㩉拔氏成员很可能就是跟随军主李穆改姓的“军人”。这些改姓的“军人”中间存在明显的地位差别。其中，㩉拔怡、㩉拔庆拥有都督军衔，在军队体系中处于与军主关系亲密的核心集团中。但也存在许多没有军衔的普通军人和在社邑中居于下层的普通民众，他们以“邑子”的身份出现于造像记之中，成为众多题名的主要构成部分。这也说明，普通“军人”也能够随其军主改为胡姓。

## 家庭

### 兄弟姐妹
- 李贤，北周大将军、河州总管、河西桓公
- 李远，北周柱国、小司寇、黎怀公
- 李氏，厍狄乐生母

### 夫人
- 河南元氏，西魏司空、尚书令、留守大都督、冯翊简穆王元季海第三女[65][66]

### 子女
- 李惇，北周骠骑大将军、开府仪同三司、凤州刺史、安乐郡公
- 李怡，北周仪同、赠渭州刺史
- 李雅，隋朝大将军、荆州总管、西安县公
- 李恒，隋朝盐州刺史、曲阳侯
- 李荣，隋朝合州刺史、长城县公
- 李直，隋朝车骑将军、归政县侯
- 李辩，隋朝左武卫鹰扬郎将[67]
- 李雄，隋朝柱国、骠骑将军、密国公
- 李浑，第十子，隋朝光禄大夫、右骁骑卫大将军、郕公

## 延伸阅读
[在维基数据编辑]
 《隋書·卷37》，出自魏徵《隋书》